# Воробйов Віктор Васильович
Ві́ктор Васи́льович Воробйо́в (* 15 вересня 1952, Кременчук) — директор навчально-наукового інституту механіки і транспорту Кременчуцького національного університету імені Михайла Остроградського, завідувач кафедри технічної механіки, 1998 — доктор технічних наук, 2002 — професор, 2005 — відмінник освіти України.

## Життєпис
1976 року закінчив Харківський авіаційний інститут.
З лютого 1977 року працює науковим співробітником — на кафедрі технічної механіки Кременчуцького філіалу Харківського політехнічного інституту.
1987 року захищає кандидатську дисертацію — в Інституті геотехнічної механіки АН УРСР, Дніпропетровськ.
1990 року отримує учене звання доцента, у 1998 році захистив докторську дисертацію — в Києві, у Національному науково-дослідному інституті охорони праці.
Поєднує посаду директора з викладанням на кафедрі технічної механіки.
Надруковано більше його 100 науково-методичних праць.
Як педагог підготував шістьох кандидатів технічних наук, керує роботою аспірантури.